# Autonomismo hongkonés

Bandera del Movimiento a Favor de la Autonomía de Hong Kong.

El Movimiento a Favor de la Autonomía de Hong Kong (en chino: 香港自治運動) (en inglés: Hong Kong Autonomy Movement) es un movimiento formado en Hong Kong debido a una creciente conciencia colectiva sobre los derechos constitucionales de la región administrativa especial de Hong Kong, para lograr una mayor autonomía, libre de la interferencia del gobierno central de la República Popular China, tal como establece la Ley Básica de Hong Kong en los artículos 2 y 22 de dicha ley.
El movimiento está basado en las ideas expresadas en el libro "香港城邦論" (en español: Teoría de la Ciudad Estado de Hong Kong), escrito por el escolar Chin Wan, en dicha obra literaria, el autor sostiene que Hong Kong tiene las características de una ciudad estado. 
El movimiento aboga por los principios de la Ley Básica de Hong Kong, y por la idea de "un país, dos sistemas". Hong Kong puede disfrutar del derecho a una cierta autonomía, siempre y cuando no proponga directamente la independencia de Hong Kong. Chin Wan es el abogado del movimiento y el consultor. Entre los políticos aliados y las personas vinculadas al mundo de la cultura que apoyan este movimiento, se encuentran los antiguos concejales del Distrito de Wan Chai.

## Objetivos del Movimiento
- Promover el sufragio universal.

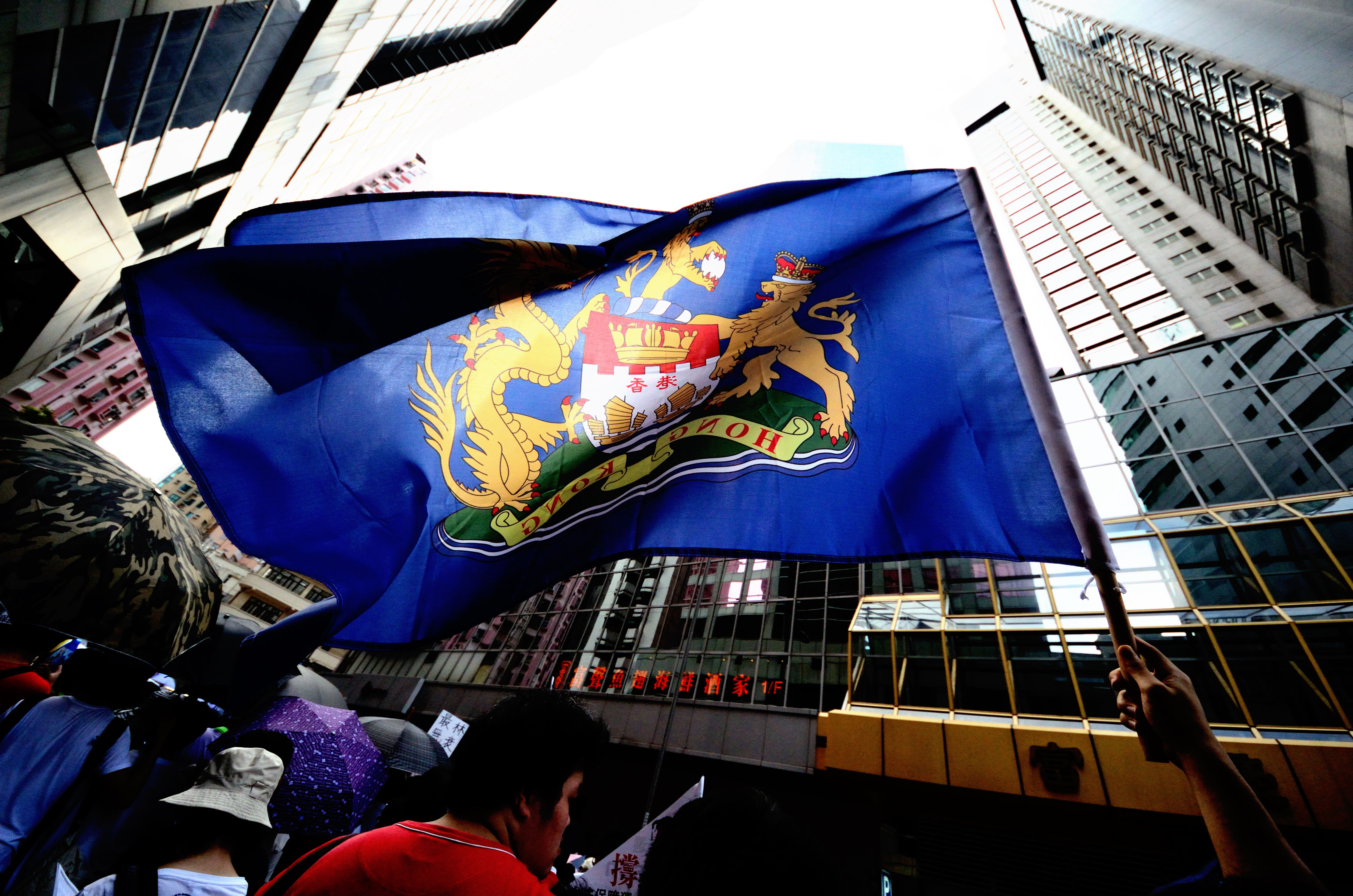
Manifestantes a favor de la Autonomía de Hong Kong.

- Crear un Gobierno Local y un Consejo Legislativo de Hong Kong, elegidos por el pueblo hongkonés, en unas elecciones democráticas.

- Asegurar que las actuaciones políticas del gobierno hongkonés no se separen del objetivo de asegurar los intereses a largo plazo del pueblo de Hong Kong.

- Implementar una planificación a largo plazo en materia de políticas de vivienda y propiedad, asegurando que el pueblo hongkonés pueda tener un acceso adecuado a la vivienda.

- Revitalizar la industria y la agricultura hongkonesa.

- Reconfigurar la implementación de una política migratoria, recuperando el derecho a controlar la inmigración procedente de la China continental.

- Reflejar la implementación de la Ley Básica de Hong Kong, y perfeccionar el proceso constitucional.

- Defender la región administrativa especial de Hong Kong.

- Rechazar las políticas continentales y el adoctrinamiento pro-comunista en el ámbito de la educación.

- Promover el uso del chino cantonés, mediante una política lingüística propia.

- Defender la cultura hongkonesa.

- Mantener unas políticas económicas y monetarias que aseguren la autonomía financiera del Gobierno de Hong Kong.

- Apoyar la igualdad de derechos para todos los nuevos inmigrantes extranjeros y los recién llegados.

- Igualdad de derechos para las personas de otras razas y origen extranjero, eliminar la desigualdad en materia de derechos entre las personas de etnia han y los extranjeros, incluyendo los derechos de nacimiento, residencia, y poder participar en las elecciones hongkonesas.